# Legacy-Spiel
Ein Legacy-Spiel (von englisch legacy, deutsch Vermächtnis oder Erbe) ist ein Spiel, dessen Spielplan oder Regeln oder beide sich im Laufe des Spieles ändern, wobei die Änderungen für spätere Partien erhalten bleiben.

## Spielmechanismen
Legacy-Spiele erweitern das Prinzip einer Rollenspiel-Kampagne auf ein Brett- oder Kartenspiel. Zu Beginn der ersten Partie ist meist  nur ein Teil des Spielplans bekannt, die Regeln sind verhältnismäßig einfach. Im Laufe des Spielplans werden zusätzliche Teile des Spielplans geöffnet, Spielmaterial wird teilweise auf den Spielplan geklebt. Neue Regeln kommen hinzu und ersetzen teilweise alte Regeln, sie werden ins Regelbuch eingeklebt oder freigerubbelt. Insbesondere am Ende einer Partie werden meist einige der Änderungen, die sich während des Spiels ergeben haben, permanent übernommen. Mit diesem neuen Stand wird die nächste Partie begonnen, die dadurch keine Wiederholung des vorigen Spiels ist, sondern eine Fortsetzung bildet.
Dadurch, dass das Spielmaterial permanent verändert und zum Teil zerstört wird, kann man ein Legacy-Spiel nach dem vorgegebenen Ende der Kampagne nicht erneut spielen, auch ein Verkauf des Spiels an andere Interessenten ist normalerweise nicht möglich. Da eine Kampagne aber meist über acht bis mehr als zwanzig Partien geht, die jeweils mehrere Stunden dauern können, wird dies von den Kunden in Kauf genommen. Da das Gesamtspiel nur einmal spielbar ist, entfällt der Zwang, „einen Wiederspielreiz zu schaffen“. Dadurch ist es möglich, Überraschungselemente in das Spiel einzubauen, die bei einem zweiten Spiel nicht mehr interessant wären. Es gibt allerdings auch Spiele wie My City oder Rise of Queensdale, die nach dem Ende der Legacy-Kampagne einen dauerhaften Spielplan haben und dann als normales Brettspiel mit festen Regeln spielbar sind.

## Geschichte
Das erste so bezeichnete Legacy-Spiel war 2011 Risiko Legacy (deutsch Risiko Evolution), das von Rob Daviau entwickelt wurde. Daviau entwickelte 2015 mit Matt Leacock Pandemic Legacy: Season 1, eine Legacy-Fortsetzung von dessen Spiel Pandemic.
Weitere bekannte Spiele sind SeaFall, Gloomhaven, Charterstone, Ultimate Werewolf Legacy, oder Machi Koro Legacy. Von Pandemic Legacy folgte die Fortsetzung Pandemic Legacy: Season 2 sowie ein Prequel mit dem Titel Pandemic Legacy: Season 0. Ebenfalls von Leacock und Daviau wurde 2023 das ursprünglich von Alan R. Moon entwickelte Spiel Zug um Zug überarbeitet zu Zug um Zug Legacy: Legenden des Westens.
Ein Legacy-Spiel für Kinder ist Zombie Kidz Evolution mit dem Nachfolger Zombie Teenz Evolution. Das Legacy-Prinzip eignet sich besonders gut für kooperative Spiele wie Pandemic, wo die Spieler ein gemeinsames Ziel erreichen müssen, viele Spiele sind aber auch kompetitiv.